# Christliche Theologie

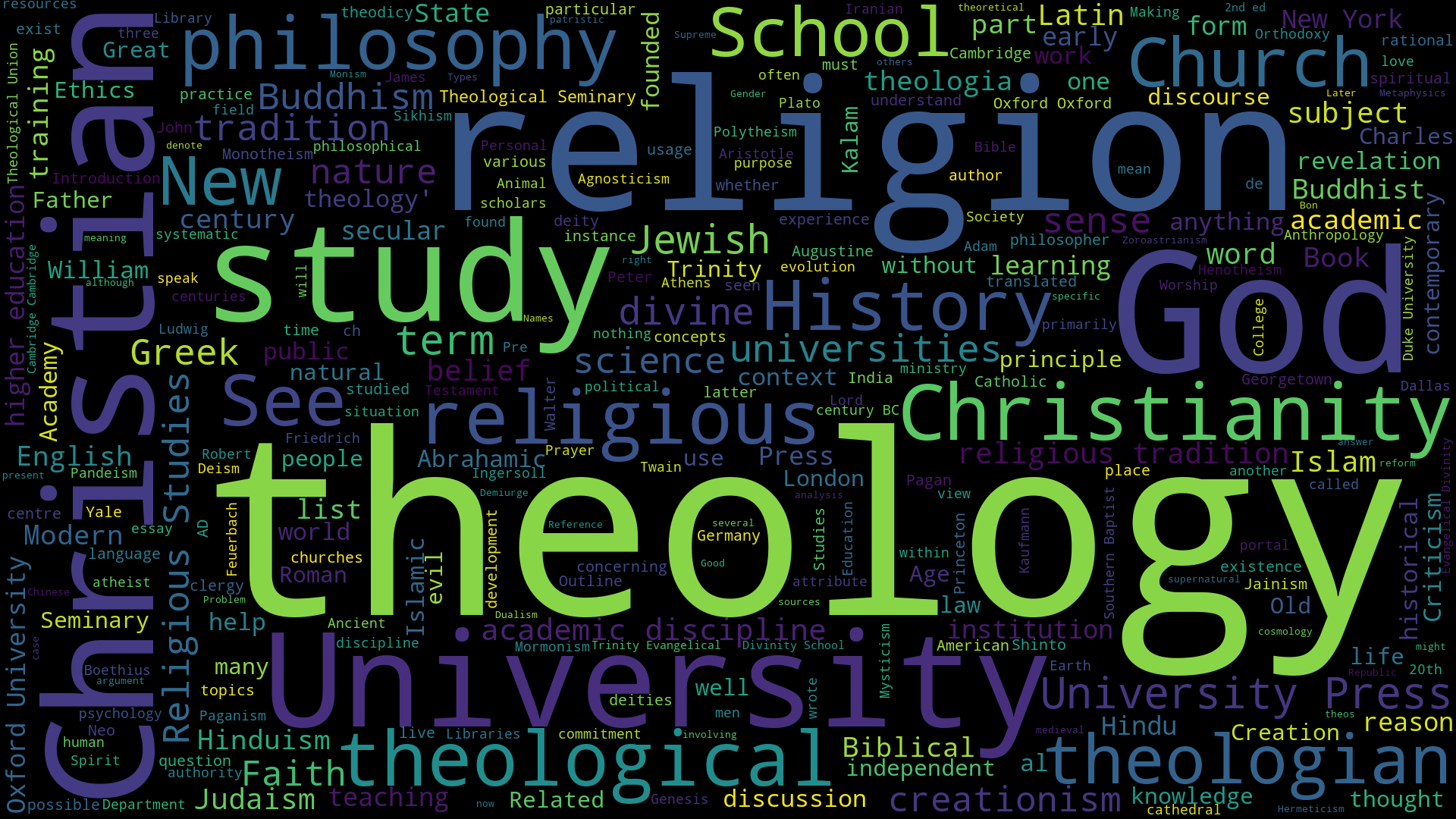
Christliche Theologie (Signet mit Schlüsselbegriffen)

Christliche Theologie ist die Theologie, die sich auf Jesus Christus als das Wort Gottes (logos theou) zurückführt. Christliche Theologie sieht sich selbst traditionell und historisch als ein den Wissenschaften gleichwertiges Fachgebiet an, das nach den verschiedenen christlichen Konfessionen unterteilt ist.

## Begriff und Definitionsversuche
Die Ansätze der Definition von „Theologie“ gehen in verschiedene Richtungen. Mitunter wird das Denken betont: „Theologie ist das vernünftige Nachdenken über Gott und damit auch über den Gottesgedanken und den Gottesglauben.“ Ein anderer Ansatz hebt das Reflektieren über das praktische Leben hervor: Die evangelische Theologie sei „die praktische Kunst, durch Unterscheidungen im Denken darüber zu orientieren, wie Menschen sich im Leben an letzter Gegenwart bzw. Wirklichkeit orientieren“. Ausgehend von den an einer Theologischen Fakultät beforschten und gelehrten Inhalten könnte sich eine breitere Definition ergeben:
„Christliche Theologie prüft und bewertet religiöse Erfahrungen und entwickelt Theorien über Gott, sein Wirken und seine Mitteilungen; dabei konzentriert sie sich auf die Erforschung der von ihrer Kirche anerkannten Glaubensurkunden (insb. auf die Bibel als göttlicher Offenbarung), auf die Geschichte der Christenheit sowie auf kirchliche Aufgaben, wobei sie Erfahrungen im Leben als Christ und beim Ausüben kirchlicher Dienste verwertet.“

## Allgemeine christliche Theologie
Die christliche Theologie vertritt das Selbstverständnis, eine wissenschaftliche Auseinandersetzung mit den Quellen christlichen Glaubens und christlicher Glaubenspraxis zu leisten sowie die Darstellung christlichen Glaubens und seine systematische Analyse zu liefern. Die Wissenschaftsfähigkeit der Theologie ist umstritten. Fragestellungen der Wissenschaftstheorie der Theologie werden im Teilgebiet der Fundamentaltheologie, die eine Teildisziplin der systematischen Theologie ist, behandelt.
Eine erste Übersicht über die zahlreichen Einzeldisziplinen der christlichen Universitätstheologie gibt die Grobgliederung:
- I. Biblische Theologie,
- II. Historische Theologie,
- III. Systematische Theologie,
- IV. Praktische Theologie,
- V. Interkulturelle Theologie.

Die Abgrenzung der fünf Hauptbereiche und die Zuteilung der Einzeldisziplinen kann sich jedoch je nach Konfession unterscheiden.

### Biblische Theologie
Ausgangspunkt allen Redens von Gott ist für Christen aller Konfessionen die Bibel. So beschäftigt sich ein Großteil der universitären theologischen Forschung und Lehre mit biblischen Schriften.
- Biblische Exegese nennt man die Übersetzung, Untersuchung und Interpretation von Bibeltexten mit Hilfe bestimmter exegetischer Methoden.
  - Hermeneutik ist allgemein eine wissenschaftliche Reflexion über Bedingung und Möglichkeit des Verstehens: hier von biblischen Texten, speziell als Reflexion über die Methodik der Exegese.
  - Einleitungswissenschaft ist der Teil der Bibelforschung, der ihre Entstehung (Autoren, Traditionen, Ort, Zeit, Umstände) aufzuhellen versucht, um so das nötige Hintergrundwissen für die Exegese bereitzustellen.

Die Exegese teilt sich traditionell in die beiden Hauptteile der Bibel, das Alte und das Neue Testament. Zu beiden Fächern gibt es die Teilgebiete Einleitung, Geschichte, Theologie und Ethik. Die genaue Abgrenzung ist oft nicht möglich, da die Entstehung der Bibel nur aus der Geschichte Israels heraus verständlich wird, ebenso wie Theologie und Ethik, die sich nicht trennen lassen.
- Altes Testament:
  - Einleitung in das Alte Testament
  - Geschichte Israels
  - Theologie des Alten Testaments
  - Ethik des Alten Testaments
- Neues Testament
  - Einleitung in das Neue Testament
  - Geschichte des Urchristentums
  - Theologie des Neuen Testaments
  - Ethik des Neuen Testaments.

Der Zusammenhang beider „Testamente“ wird vor allem in der reformatorischen Theologie vielfach ebenfalls unter dem Namen „Biblische Theologie“ verhandelt. Dazu zählt auch die Judaistik für die Zeit „zwischen“ den Testamenten, die früher eher als Randgebiet betrachtet und in ihrer Bedeutung für die Bibelexegese unterschätzt wurde.

### Historische Theologie
Dieser Oberbegriff umfasst in der Regel die Kirchen- und Dogmengeschichte. Er wird heute oft als Sammelbegriff gegenüber dem früheren Teilgebiet „Kirchengeschichte“ bevorzugt, bezeichnet aber kein eigenes Fachgebiet. Er ist ein disziplinübergreifender Zweig, in dem historisch arbeitende Theologiesparten behandelt werden.
Siehe besonders:
- Historische Theologie
- Kirchengeschichte
- Religionsgeschichte
- Dogmengeschichte (auch Theologiegeschichte)
- Geschichte der Ökumene
- Ebene Historische Entwicklung im Artikel Christentum
- Chronologie der christlichen Kirchen, Konfessionen und Sondergruppen
  - Zeittafel zur Geschichte der Täufer
  - Zeittafel zur Geschichte der Baptisten
- Zeittafel Geschichte des Christentums

Konfessionelle Unterschiede können sich in der unterschiedlichen Epochengliederung bzw. unterschiedlichen Gewichtung einzelner Epochen zeigen.

### Systematische Theologie
- Fundamentaltheologie ist in der katholischen Theologie die grundlegende Reflexion der Charakteristik des christlichen Glaubens und seiner Abgrenzung von anderen Weltanschauungen und Religionen. Im Hinblick auf das Letztgenannte wurde sie früher Apologetik genannt. Mit diesem Begriff wird zugleich eine historische Epoche der christlichen Theologie (2. und 3. Jahrhundert) bezeichnet, da in ihr die Erläuterung und vor allem Verteidigung der christlichen Glaubensinhalte gegenüber ihren Kritikern im römischen Reich eine große Rolle spielte. Die Fundamentaltheologie wird in drei bzw. vier Traktate aufgeteilt: Religion, Offenbarung, Kirche und theologische Erkenntnislehre. Im zweiten Traktat wird die Religionstheologie behandelt.

- Dogmatik reflektiert die Inhalte des christlichen Glaubens und stellt sie (in der Regel angelehnt an die Reihenfolge der Glaubensbekenntnisse) systematisch dar. Heute unterscheidet man folgende Teilgebiete/Traktate:
  - Theologische Anthropologie Geschöpflichkeit, Gottebenbildlichkeit, Sündenfall, Rechtfertigung des Menschen
  - Gotteslehre Wort und Begriff „Gott“ im Allgemeinen; der jüdisch-christliche Gott; Schöpfung, Vorsehung, Allmacht, Vater-Sein, Trinität usw.
  - Christologie ist die Reflexion und Auslegung der Person Jesus Christus.
  - Soteriologie ist die Reflexion über das Heil, das mit der Person Jesus Christus verbunden ist.
  - Pneumatologie ist die Lehre vom und Reflexion über den Heiligen Geist.
  - Ekklesiologie ist die Reflexion über Wesen und Wirklichkeit der Kirche im Licht ihrer theologischen Bestimmung.
  - Sakramentenlehre ist die Reflexion über die Sakramente im Allgemeinen sowie die Darstellung der sieben Einzelsakramente.
  - Eschatologie (früher: Lehre von den „letzten Dingen“) ist die Reflexion über die Hoffnung auf die Vollendung der Welt und die Vollendung der einzelnen Menschen, die sich aus dem Glauben ergeben.
- Ethik (evangelisch) oder Moraltheologie (katholisch) reflektiert über die Normen, Richtlinien und Prinzipien christlicher Lebensgestaltung.
- Religionsphilosophie (eher katholisch) reflektiert über das Verhältnis von Glauben zum Wissen. Die reformatorische Theologie betont hier eher den Gegensatz von Glauben und allgemeiner Religion bzw. Theologie und Philosophie.
- Religionswissenschaft erforscht Religiosität und Religionen allgemein. Ob sie eher zur Systematischen oder zur Historischen Theologie gehört, ist je nach Fakultät verschieden. An manchen Universitäten (z. B. Leipzig) wird die Religionswissenschaft an geistes- oder sozialwissenschaftlichen Fakultäten angesiedelt und betont den im Gegensatz zur Theologie empirischen Charakter ihrer Arbeit. Als solchermaßen eigenständiges Studienfach kehrt sie die Sichtweise um und betrachtet eher die christliche Theologie als Teilgebiet unter anderen Theologien. Innerhalb der empirischen Religionswissenschaft gibt es eine starke Emanzipationsbewegung gegenüber der Theologie und von ihr beeinflussten Teilen der Religionswissenschaft.

### Praktische Theologie
Dieses Teilgebiet gilt der Praxis kirchlichen und christlichen Handelns, z. B. Gottesdienst, Diakonie, Liturgie, Seelsorge usw.
- Pastoraltheologie
- Homiletik ist die Predigtlehre.
- Liturgik (Liturgiewissenschaft und vergleichende Liturgiewissenschaft) thematisiert – gesungene wie gesprochene – Gottesdienstformen.
- Katechetik, Religionspädagogik, Gemeindepädagogik betrifft die Vermittlung christlicher Inhalte auch außerhalb des Gottesdienstes.
- Poimenik ist Reflexion über die Seelsorge.
- Oikodomik ist die Lehre vom Gemeindeaufbau.
- Diakonik oder Diakoniewissenschaft bzw. Caritaswissenschaft befasst sich mit der Diakonie bzw. der Caritas, der tätigen Nächstenliebe.
- Missionswissenschaft beschäftigt sich traditionell mit der Verkündigung und Verbreitung des Evangeliums, ist heute eng mit Ökumenik und Interkultureller Theologie verknüpft.
- Kirchenmusik ist Musik unter theologischen Aspekten; innerhalb eines Theologiestudiums überschneidet es sich stark mit Liturgik.
- Kirchenbau ist Architektur unter theologischen Aspekten.
- Christliche Archäologie ist eigentlich Archäologie; ein Hauptschwerpunkt sind Ausgrabungen in Palästina.
- Christliche Publizistik: theologischer Journalismus.
- Kirchenrecht: der Jura-Bereich innerhalb der Theologie.
- Aszetik: betrifft die Theologie des geistlichen Lebens, im katholischen Bereich vor allem von Ordensgemeinschaften.
- Religionsdidaktik, darunter Biblische Didaktik

Weiterhin kann es in der Praktischen Theologie mit der Bezeichnung „Pastoraltheologie“ zu Verstehensschwierigkeiten kommen, da mit „Pastoraltheologie“ in der evangelischen Praktischen Theologie wirklich nur die Person des Amtsträgers in Augenschein genommen wird, während in der katholischen Praktischen Theologie das gesamte Feld der Praktischen Theologie einfach als die „Pastoral“ bezeichnet werden kann.
Schließlich ist darauf hinzuweisen, dass die Zuordnung der einzelnen untergeordneten Fächer zu übergeordneten Fachrichtungen manchmal unsicher ist und durchaus auch anders vorgenommen werden kann, teilweise bestehen auch Überschneidungen und Doppelungen. Den inneren Zusammenhalt der einzelnen Teilgebiete untereinander, die sich durch die Übernahme verschiedener Paradigmen auseinanderentwickelt haben und weiterhin auseinanderentwickeln, soll die Theologische Enzyklopädie gewährleisten (so zumindest in der evangelischen Theologie).

### Interkulturelle Theologie
Im Bereich deutscher theologischer Fakultäten hat sich das Doppelfach Interkulturelle Theologie und Religionswissenschaft heute vielerorts als eigenständiges Fach etabliert. Diese Eigenständigkeit findet ihren Ausdruck auch in der Bezeichnung der entsprechenden Fachgruppe innerhalb der Wissenschaftlichen Gesellschaft für Theologie (WGTh). Der Name der Fachgruppe lautet „Religionswissenschaft und Interkulturelle Theologie“.
Für die deutsche Fachgeschichte ist von grundlegender Bedeutung, dass der Begriff „Interkulturelle Theologie“ im Jahr 2005 durch Vertreter der Fachgruppe innerhalb der WGTh und Mitglieder des Verwaltungsrates der DGMW als Erläuterung des Begriffs Missionswissenschaft eingeführt wurde. Seither wird der Begriff Interkulturelle Theologie im Blick auf seinen Bezug zum Begriff Missionswissenschaft ebenso lebhaft wie kontrovers diskutiert, wie aus einer Reihe neuerer Publikationen zu entnehmen ist.
Unter der Überschrift „Religionswissenschaft und Interkulturelle Theologie“ wurde Interkulturelle Theologie in der Rahmenordnung des Studiengangs Evangelische Theologie aufgewertet, was das Fach deutlich gestärkt hat. Damit wird aktuellen Entwicklungen Rechnung getragen: Angesichts eines erhöhten Reflexionsbedarfs über christliche Formen interkultureller und interreligiöser Interaktionen wie auch solcher anderer Religionsformationen erscheint das Fach Interkulturelle Theologie höchst aktuell, für Religionsgemeinschaften ebenso wie für Zivilgesellschaft im Horizont von Pluralisierung, Internationalisierung, Globalisierung und Migration.
Diese positive Entwicklung im Blick auf die Wahrnehmung der Inhalte des Faches Interkulturelle Theologie im universitären Bereich ist jedoch auch mit der Gefahr verbunden, über das Label Interkulturelle Theologie den Bezug zur Fachgeschichte der Missionswissenschaft zu verlieren, wenn lediglich auf die Pluriformität des globalen Christentums und seiner lokalen Varianten abgehoben wird, jedoch nicht auf dessen grenzüberschreitende Interaktionen.
Während einige Fachvertreter das Anliegen der Missionswissenschaft als historisches Relikt ansehen, halten andere die Thematik missionarischer Interaktionen für aktueller als je zuvor, da verschiedenste Religionen missionarisch auftreten und damit wichtige Akteure auch für zivilgesellschaftliche Fragen sind. In einer neueren Definition wird daher beides, Interkulturelle Theologie wie das Phänomen missionarischer Grenzüberschreitung, pointiert miteinander verbunden: „(1) Interkulturelle Theologie reflektiert die durch den universalen Geltungsanspruch ihrer Heilsbotschaft motivierten missionarisch-grenzüberschreitenden Interaktionen christlichen Glaubenszeugnisses, (2) die im Zusammenspiel mit den jeweiligen kulturellen, religiösen, gesellschaftlichen und anderen Kontexten und Akteuren zur Ausbildung einer Vielzahl lokaler Christentumsvarianten führen, (3) die sich durch das Bewusstsein ihr Zusammengehörigkeit vor die Aufgabe gestellt sehen, (4) normative Gehalte christlicher Lehre und Praxis in der Spannung zwischen Universalität und Partikularität immer wieder neu auszuhandeln.“
Einen Lehrstuhl für transkulturelle Theologie gibt es jedoch nicht.

## Konfessionelle Theologien

### Konfessionskunde
Grundsätzlich untersucht die Konfessionskunde Grundlagen, Wesenmerkmale und religiöse Praxis der einzelnen christlichen Konfessionen in Geschichte und Gegenwart. Im Gegensatz dazu erforscht und reflektiert die Ökumenische Theologie Fragen der verschiedenen Konfessionen, der Weltverantwortung der Kirchen und der Gerechtigkeit im Horizont christlicher Theologie.

### Katholische Theologie
Siehe den Hauptartikel Katholische Theologie
Katholische Theologie versteht sich als konstruktive Reflexion und wissenschaftliche Darstellung des christlichen Glaubens und zugehöriger Gegenstände. Zentral für eine Erhebung der Glaubensgestalt sind die Bibel als grundlegendes Offenbarungsbuch, die Tradition, Glaubenslehren der Tradition, besonders dogmatisierte Entscheidungen und Aussagen des kirchlichen Lehramtes, ferner der Glaubenssinn aller Gläubigen. Die einzelnen Teildisziplinen haben darüber hinaus weitergehende Aufgabenfelder. Die Dogmatik thematisiert etwa auch die Abgrenzung des Glaubens gegen häretische Glaubenslehren, sie und andere Disziplinen wie die theologische Ethik stehen im Dialog mit jeder Form weltanschaulicher Lehren. Im Konzert der Wissenschaften haben die theologischen Disziplinen spezifische Methoden, Gegenstände und Aufgaben.
Innerhalb der Glaubensgemeinschaft der Kirche dient die Theologie der Gegenwart und Zukunft des Glaubens.
Nach katholischem Verständnis besteht für die Theologie neben der geoffenbarten Wahrheit der Heiligen Schrift auch die Tradition als Quelle der Erkenntnis. Unter dieser Glaubenstradition ist sowohl die mündliche (z. B. über Jahrhunderte gesprochene Gebete), schriftliche (z. B. Kirchenväter, Texte von Kirchenversammlungen) sowie die praktische (z. B. Gesten in der Liturgie, die auf Glaubensinhalte hinweisen) Überlieferung zu verstehen. Nach katholischem Verständnis müssen Dogmen nicht direkt aus der Bibel zu entnehmen sein, denn die Kirche war vor der Heiligen Schrift da und hat kraft ihrer Autorität bestimmte Bücher zur Bibel zusammengestellt. Dogmen dürfen jedoch nicht den Aussagen der Heiligen Schrift widersprechen.
Die Theologie bindet sich an die vom Lehramt der Kirche festgelegten Lehrentscheidungen (Dogmen). Dabei gehen die nichtamtlichen Lehrentscheidungen nicht prinzipiell über das hinaus, was in der Bibel offenbart wurde, sondern sie klären das Verständnis dessen, was in der Bibel grundgelegt ist. Das Theologiestudium ist für gewöhnlich Voraussetzung für die Zulassung zur Priesterweihe.

### Evangelische Theologie
Siehe den Hauptartikel Evangelische Theologie
Evangelische Theologie gründet sich auf die in der Heiligen Schrift bezeugte Erlösung durch den Glauben an das Leiden, Sterben und Auferstehen Jesu Christi für die Menschen. Sie knüpft nicht nur an die Dogmen und Symbole der Alte Kirche an, sondern ist auch geprägt vom Werdegang der großen Reformatoren. Zu nennen sind besonders Martin Luther, Zwingli, Johannes Calvin. Insbesondere ist die Rechtfertigung aus dem Glauben (sola fide) und aus Gnade (sola gratia) ein zentrales evangelisches Thema. Außerdem hat die Reformation etwaige Mängel der Scholastik stärker gewichtet und den Schwerpunkt der Theologie auf die Schrift und das „was Christum treibet“ verlagert, also Jesu Christi Worte und Taten und die Überlieferung derselben wieder ins Zentrum der Theologie gerückt (sola scriptura, solus Christus).
Die evangelische Theologie unterscheidet sich von der katholischen Theologie grundlegend darin, dass sie kein übergeordnetes kirchliches Lehramt kennt, das die Wahrheit des Glaubens dogmatisch definiert. Daher bezeichnet Dogma in der evangelischen Theologie das sich stets erneuernde Substrat des theologischen und kirchlichen Diskussionsprozesses. Dieser Diskussionsprozess wird dabei als fortwährende Auslegung der biblischen Schriften verstanden, die Quelle des Glaubens und dadurch Norm der theologischen Reflexion sind. Die wissenschaftliche Theologie ist in diesem Diskussionsprozess ein wichtiger Faktor, aber nicht allein lehrbildend. Was in der evangelischen Kirche gelehrt wird, entscheiden die gewählten kirchlichen Leitungsorgane (z. B. Presbyterien, Synoden) aufgrund von theologischer Reflexion und Gebet.
Dementsprechend gibt es auch in der evangelischen Theologie unterschiedliche Näherbestimmungen des Theologiebegriffs:
1. Theologie als propositionale Dogmatik: Dieses traditionelle Modell versteht theologische Sätze als Aussagen (Propositionen) über die Wirklichkeit Gottes und der Welt. Theologie ist in diesem Modell immer auch mit Ontologie verbunden, teils als Synthese, teils im Konflikt. Die biblischen Schriften werden dabei als Offenbarung der göttlichen Wirklichkeit verstanden, die der Mensch ohne diese Offenbarung nur in Bruchstücken wahrnehmen kann. Allein von dieser offenbarten göttlichen Wirklichkeit her wird die Welt verständlich. Daher kann man auch die meisten offenbarungstheologischen Ansätze unter dieses Modell fassen.
2. Theologie als Glaubenslehre: Dieses Modell von Theologie wurde vor allem durch Friedrich Daniel Ernst Schleiermacher bekannt. Theologie beschreibt nicht in Aussagesätzen die Wirklichkeit von Welt und Gott, sondern sie beschreibt deren Wahrnehmung im Glauben bzw. im Glaubenssubjekt. Religiöse Sätze werden hier in erster Linie als Ausdruck innerer Religiosität (z. B. das religiöse Gefühl als apriorische Größe bei Schleiermacher) verstanden, deren Konstitutionsbedingungen die Theologie untersucht, auf denen sie aber zugleich auch selber beruht. Auch die biblischen Texte werden in diesem Modell als Ausdruck von Religiosität verstanden und erhalten ihre besondere Funktion für den Glauben allein dadurch, dass sie die ältesten Zeugnisses vom Ursprung der christlichen Religiosität sind und diese daher am ehesten unverfälscht zum Ausdruck bringen.
3. Theologie als Regelsystem: Dieses vielbeachtete, neuere Modell, für das exemplarisch der Name von George Arthur Lindbeck steht, versteht theologische Sätze als Regelsätze. Das bedeutet: Theologische Sätze beschreiben nicht einfach ontologisch die Wirklichkeit, sind aber auch nicht Ausdruck religiösen Gefühls, sondern bilden Regeln für die christliche Rede von Gott. Dieses Theologieverständnis lehnt sich häufig an neuere sprachphilosophische Entwicklungen an und verankert die theologische Reflexion besonders stark in der Praxis des Glaubens. Die biblischen Texte können in diesem Modell unterschiedlich behandelt werden. So können sie entweder selbst als Regeln der Glaubensrede gelten oder aber ihrerseits einer geregelten Auslegungspraxis unterstellt werden (z. B. bei Nicholas Lash, Stanley Hauerwas). Eine ausgearbeitete Lehre vom Verstehen der biblischen Schriften in diesem Modell ist zurzeit ein Desiderat der evangelischen Theologie.

Gemeinsam ist allen diesen Modellen, dass sie die Theologie primär von der dogmatischen Reflexion her bestimmen. Dadurch werden aber die anderen theologischen Disziplinen nicht ausgeschlossen. Diese können als der Dogmatik dienende Disziplinen verstanden werden oder aber auch als eigene Gegenentwürfe von Theologie, so insbesondere die exegetischen Disziplinen. Exegeten verstehen sich daher häufig als die eigentlich biblischen Theologen im Sinne der Reformation, da sich Theologie allein an der Auslegung biblischer Texte zu orientieren habe. Dabei wird freilich übergangen, dass auch die dargestellten dogmatischen Modelle den Anspruch erheben, genuine Auslegungen der biblischen Texte zu sein.
Heute ist das Bestreben der evangelischen Theologie zu spüren, sich auf die Ökumene einzulassen und das konfessionelle Zeitalter zu überwinden, in dem sogar aus christlichen Motiven Kriege geführt werden.

### Orthodoxe Theologie
Spezifisch für die orthodoxe Theologie sind die enge Verbindung von Dogma und geistlicher Erfahrung, die Bedeutung der Kirchenväter, vor allem denjenigen des Ostens, und die Bedeutung des orthodoxen Gottesdienstes als Quelle der dogmatischen Überlieferung. Orthodoxe Theologie ist nämlich weniger Spekulation als vielmehr eine „Wissenschaft von der Erfahrung Gottes“ (Bischof Hilarion Alfejew, Geheimnis des Glaubens). Die orthodoxe Theologie lehnt die antike Philosophie, besonders Griechenlands, ab und versucht, deren Begrifflichkeiten nicht zu verwenden. Hinzu kommt, dass im orthodoxen Kirchenverständnis keine Dogmenentwicklung im westlichen Sinn vorgesehen ist und dass deshalb die ersten ökumenischen Konzilien im Vordergrund stehen. Erst seit jüngster Zeit findet auch die spezifisch soziale Dimension des Glaubens in der orthodoxen Theologie Beachtung.
Die ostkirchliche Theologie versteht sich als Versuch, innerhalb des konkreten kirchlichen Lebens zu einem vertieften Verständnis des durch Jesus Christus ein für alle Mal den Aposteln geoffenbarten und seitdem tradierten Glaubens zu gelangen, wobei der Kern dieser Tradition die Bibel ist. Die meisten orthodoxen Theologen sind keine Priester oder Mönche, sondern Laien. Typisch für die orthodoxe Theologie sind: die häufige Bezugnahme auf Aussagen der Liturgie; die merkliche individuelle Färbung durch die einzelne Theologen-Persönlichkeit, aber ohne starke „Schulen“-Bildung; die Betrachtung der Theologie als eine Gottesgabe für vom Heiligen Geist erfüllte Menschen (die so den Segen weitergeben), nicht so sehr als eine von Berufstheologen zu betreibende Wissenschaft; eine konservative (aber nicht fundamentalistische) Grundhaltung. Bedeutende orthodoxe Theologen im 20. Jahrhundert waren z. B. Johannes von Kronstadt, Georgi Florowski, Alexander Schmemann, Seraphim Rose und John Zizioulas.

### Freikirchliche Theologien
In den meisten Freikirchen gilt die Bibel als einzige Grundlage für Theologie. Die Theologie von Freikirchen resultiert in der Regel aus dem humanistisch-reformatorischen Ansatz (ad fontes), die in der Kirchengeschichte entstandene Tradition anhand der Schrift zu prüfen und zu bewerten. Dabei basiert freikirchliche Theologie größtenteils auf dem Grundgerüst reformatorischer Theologie. Bei der Vielzahl unterschiedlicher Freikirchen unterscheiden sich die theologischen Positionen zum Teil erheblich. Trotz des Strebens nach religiöser Meinungsfreiheit sind oft konfessionelle Schwerpunkte feststellbar, die wiederum zu Traditionsbildungen führen.

## Trans- und Interdisziplinäre Theologie
Neben der klassischen konfessionellen Theologie gibt es den Ansatz, Theologie transdisziplinär zu betreiben, eine Form davon ist die Angewandte Theologie.
Die interdisziplinäre Theologie wiederum bezieht sich grundsätzlich auf die Zusammenarbeit zwischen der Theologie und anderen akademischen Disziplinen. Es gibt ebenfalls Publikationen zur interdisziplinären Theologie. Außerdem existiert das Forschungszentrum Internationale und Interdisziplinäre Theologie. An der TU Dresden gibt es den Studiengang „Katholische Theologie im interdisziplinären Kontext“. Es existiert auch eine englischsprachige Fachzeitschrift. An der Universität Mainz existiert ein Doktorandenprogramm „Interdisciplinary Studies in Theology and Religion“.

## Studium und Ausbildung
Theologie ist eine wissenschaftliche Disziplin, die studiert werden kann. Dies genügt jedoch meistens nicht, um im kirchlichen Dienst als Theologe arbeiten zu können. Erforderlich ist nämlich neben dem Studium eine praxisorientierte Seelsorgeausbildung.
Katholische Theologen machen daher regelmäßig direkt im Anschluss an das Studium ein „Pastoraljahr“, um die praktischen Seelsorgstätigkeiten zu erlernen. Priesteramtskandidaten absolvieren das Pastoraljahr immer vor ihrer Priesterweihe, meist unmittelbar vor der Diakonenweihe. Bei freikirchlichen Hochschulen und Bildungseinrichtungen ist dieser pastorale Ausbildungsteil hingegen schon in das Studium integriert.
Für evangelische Theologen ist das Vikariat Voraussetzung für die Ordination. Das Vikariat ist eine zweite Ausbildungsphase, bei der sich praktische Tätigkeiten in einer Kirchengemeinde mit Kursen in einem Predigerseminar abwechseln. Es schließt mit dem von einer kirchlichen Prüfungskommission abgenommenen Zweiten Theologischen Examen ab. Dem Vikariat entspricht die Kaplanszeit der katholische Priester, die unmittelbar der Priesterweihe folgt und in der das staatliche Pfarrerexamen abzulegen ist.

### Lehrinstitutionen
Theologie wird als wissenschaftliche Disziplin in Deutschland, Österreich und der Schweiz an der Universität, in Berlin beispielsweise an der Humboldt-Universität
und an kirchlichen (Fach-)Hochschulen gelehrt. Die einzelnen Fakultäten, Fachbereiche bzw. Institute sind dabei konfessionell ausgerichtet. Daher gibt es evangelische, römisch-katholische und altkatholische theologische Fakultäten und kirchliche (Fach-)Hochschulen.
Im deutschsprachigen Raum kann orthodoxe Theologie an der Ausbildungseinrichtung für Orthodoxe Theologie der Ludwig-Maximilians-Universität München als eigenständiger Studiengang mit entsprechendem Diplom-Abschluss studiert werden. Seit 2002 besteht darüber hinaus die Möglichkeit, am Theologischen Institut des Klosters Kröffelbach ein Studium der orthodoxen Theologie mit dem Schwerpunkt koptisch-orthodoxe Theologie und dem Abschluss BA der Theologie zu absolvieren. Außerdem existiert ein Lehrstuhl für orthodoxe Theologie an der Westfälischen Wilhelms-Universität Münster sowie ein Lehrstuhl für orthodoxes Christentum an der Universität Erfurt.
Außerdem gibt es im nichtstaatlichen und freikirchlichen Bereich eine Reihe von unabhängigen theologischen Hochschulen oder auch Instituten, die ein Theologiestudium anbieten. Dazu gehört beispielsweise die evangelikale Staatsunabhängige Theologische Hochschule (STH) Basel (Abschluss: M. Th.; Möglichkeit zur Promotion). Seit 2008 ist die Freie Theologische Hochschule Gießen die erste evangelikale, staatlich genehmigte Hochschule in Deutschland (Abschlüsse: B.A. und M.A.). Beide Institute sind konfessionell unabhängig.
Ferner gibt es auch Institute, die konfessionell gebunden sind. Dazu gehören die Lutherische Theologische Hochschule Oberursel, die methodistische Theologische Hochschule Reutlingen, die adventistische Theologische Hochschule Friedensau in Möckern-Friedensau bei Magdeburg, das Theologische Seminar/Fachhochschule des Bundes Evangelisch-Freikirchlicher Gemeinden / Baptisten in Wustermark-Elstal bei Berlin und das mennonitische Ausbildungs- und Tagungszentrum Bienenberg in Liestal in der Schweiz.
Im weiteren freikirchlichen Sektor findet die Ausbildung der Pastoren und Prediger vorwiegend auf Theologischen Seminaren statt. Dazu gehören beispielsweise das dem Bund Freier evangelischer Gemeinden in Deutschland zugehörige Theologische Seminar in Ewersbach oder das Theologische Seminar Beröa des Bundes Freikirchlicher Pfingstgemeinden in Erzhausen bei Darmstadt. Als freies Werk innerhalb der Evangelischen Landeskirche bietet das Theologische Seminar Adelshofen ein Masterstudium in Praktischer Theologie in Verbindung mit der University of South Africa an (Abschluss: M. Th.).
Die Hochschulen weisen zum Teil deutlich unterschiedliche Ausprägungen auf. So sind einige Fakultäten traditionell eher lutherisch beziehungsweise reformiert orientiert oder stehen in einer pietistischen Tradition. Gelegentlich werden solche Schwerpunkte auch durch besondere Lehrstühle gesetzt. So verfügt zum Beispiel die evangelisch-theologische Fakultät der Friedrich-Alexander-Universität Erlangen-Nürnberg über einen Lehrstuhl für reformierte Theologie.

### Fernstudium
Fernkurse der katholischen Theologie sind ein an katholische Laien und Interessierte gerichtetes Fernstudium, gekoppelt mit regional gestreuten Studienwochen und -wochenenden. Für manche kirchlich-pastorale Berufsgruppen ist der Kursbesuch Voraussetzung. Alle anderen Teilnehmer können, aber müssen keine Prüfung absolvieren. Die einzelnen theologischen Fernkurse sind unterschiedlich strukturiert, bieten aber in der Regel Grundkurs, Aufbaukurs und Spezialisierungskurse an.

Der älteste theologische Fernkurs der katholischen Kirche im deutschsprachigen Raum, der sich der systematisch-theologischen Einführung in den christlichen Glauben widmet, wird vom Institut Fernkurs für theologische Bildung in Wien (seit 1950) angeboten. Er ist aus dem 1940 gegründeten Wiener Theologischen Kurs der Erzdiözese Wien hervorgegangen und wird von der Österreichischen Bischofskonferenz getragen. In der österreichischen Kirche ist der Kursabschluss Voraussetzung für einige nichtakademische pastorale Berufe (Diakon, Pastoralassistent(in), Krankenhausseelsorge). In der Schweiz bietet seit 1956 die Interdiözesane Vereinigung Theologische Kurse für katholische Laien (TKL-KGK) ein entsprechendes theologisches Fernstudium theologiekurse.ch an. In Deutschland wird seit 1970 der unter kirchlicher Trägerschaft stehende Lehrgang Theologie im Fernkurs von der Katholischen Akademie Domschule Würzburg angeboten und begleitet. Speziell für Ständige Diakone, Katecheten, Gemeindereferent(inn)en und Religionslehrer(innen) ist der „Würzburger Fernkurs“ auch als theologische Ausbildung für einen kirchlichen Beruf anerkannt, allerdings unter der Voraussetzung, dass die Heimatdiözese vorher dem Studium zugestimmt und bei erfolgreichem Bestehen eine Anstellung in Aussicht gestellt hat.

Die theologischen Fernkurse in Wien, Zürich und Würzburg bieten eine in Umfang und Zielsetzung vergleichbare Einführung in die katholische Theologie. Der Abschluss des Kurses in Wien oder Zürich wird deshalb von „Theologie im Fernkurs“ für den Grund- und Aufbaukurs anerkannt.
Im evangelischen Bereich wird ein theologisches Fernstudium angeboten vom Kirchlichen Fernunterricht der Kirchenprovinz Sachsen in Magdeburg. Daran sind beteiligt die Evangelisch-Lutherische Landeskirche Mecklenburgs, die Pommersche Evangelische Kirche, die Evangelische Kirche Berlin-Brandenburg-schlesische Oberlausitz, die Evangelisch-Lutherische Landeskirche Sachsens, die Evangelisch-Lutherische Kirche in Thüringen, die Evangelische Landeskirche Anhalts und die Evangelische Kirche der Union. Daneben ist auf der Ebene der EKD die Evangelische Arbeitsstelle Fernstudium für kirchliche Dienste zuständig.
Orthodoxe Theologie kann im deutschsprachigen Raum nicht im Rahmen eines Fernstudiums belegt werden. In den Vereinigten Staaten bieten hingegen die Pavel Florensky School of Theology and Ministry der Euclid University, zwei Bildungseinrichtungen der russisch-orthodoxen Auslandskirchen sowie das griechisch-orthodoxe Patriarchat von Antiochien ein entsprechendes Fernstudium an. Auch die Fernuniversität von Finnland, Avoinyliopisto, bietet in Zusammenarbeit mit der Universität Joensuu ein Fernstudium der orthodoxen Theologie an.

### Abschlüsse
Im Zuge des Bologna-Prozesses haben die meisten evangelisch-theologischen Fakultäten das Studium der Theologie trotz des Widerspruchs seitens der Studierenden modularisiert und auf die neuen Abschlüsse Bachelor bzw. teilweise Bachelor of Theology und Master bzw. teilweise Master of Theology umgestellt, zumal dies bei vielen freikirchlichen Bildungseinrichtungen, die mit Universitäten im angloamerikanischen Raum kooperieren, ohnehin schon vorher der Fall war. Die römisch-katholische Kirche hat hingegen beschlossen, den Diplom-Studiengang katholische Theologie zwar zu modularisieren, aber ihn als fünfjähriges Vollstudium zu belassen, der dann mit dem akademischen Grad Magister Theologiae abschließt. Im Studienhaus St. Lambert in Lantershofen, als zentraler Ausbildungseinrichtung aller deutschen Bistümer, und Ordensgemeinschaften können so genannte „spätberufene“ Männer ab dem 25. Lebensjahr auch ohne Abitur katholische Theologie mit dem Ziel Priesteramt studieren. Voraussetzung ist eine abgeschlossene Berufsausbildung.
Bei der Ausbildungseinrichtung für Orthodoxe Theologie der Universität München beabsichtigt man, denselben Weg wie die römisch-katholische Kirche zu gehen und einen Magister Theologiae als fünfjähriges Vollstudium zu schaffen.

### Methodik
Die theologische Beschäftigung mit dem Glauben ist vor allem für das Christentum eigentümlich, da die theoretische Reflexion des Glaubens in der christlichen Tradition stark verankert ist. Diese Reflexion ist nicht nur Selbstzweck, sondern notwendig für die religiöse Praxis der Kirche.
Viele der in der Theologie üblichen Analysesysteme und Methoden werden auch im Bereich der Linguistik, der Philosophie oder der Geschichtswissenschaft verwendet. Dies ermöglicht den wissenschaftlichen Diskurs zwischen evangelischen, katholischen, orthodoxen, jüdischen, atheistischen und andersgläubigen Wissenschaftlern, wie er zum Beispiel in der Religionsgeschichte und in der Bibelexegese üblich ist. Dennoch hat jede Theologie ihr Spezifikum in der Art und Weise, wie sie ihren „Gegenstand“ (Materialobjekt) und ihren methodischen Zugang (Formalobjekt) definiert.
Das theologische Studium ist in der Regel in die folgenden Teildisziplinen unterteilt:
1. Die exegetischen Disziplinen
  - Biblische Exegese: Allgemeine Methodenfragen, teils auch Informationen der Bibelkunde. (Fällt an manchen Fakultäten mit Lehrstühlen für Altes oder Neues Testament zusammen.)
  - Altes Testament: Die Auslegung des Alten Testaments mit historischen und philologischen Methoden.
  - Neues Testament: Die Auslegung des Neuen Testaments mit historischen und philologischen Methoden.
2. Kirchengeschichte: Oft nach Epochen unterteilt: Patristik und Alte Kirchengeschichte, Mittlere Kirchengeschichte (frühes bis spätes Mittelalter), Neuere Kirchengeschichte (Neuzeit und Zeitgeschichte).
3. Systematische Theologie
  - Fundamentaltheologie: Die wissenschaftliche Frage nach der Rechtfertigung des Glaubens vor der Vernunft. Auch allgemeine Charakteristiken des Glaubens der eigenen Konfession kommen im Vergleich zu anderen Weltanschauungen zur Sprache. Die Trennung von Fundamentaltheologie und Dogmatik ist vor allem in der katholischen Theologie gängig. In der evangelischen Theologie bestehen unterschiedliche Modelle.
  - Dogmatik: Die wissenschaftliche Frage nach Geschichte, Gestalt und Inhalten des christlichen Glaubens, wie er z. B. in Glaubensbekenntnissen und Lehrentscheidungen zusammenfassend dargestellt wird.
  - Ethik: Die wissenschaftliche Frage nach Gestalt und Begründung des christlichen Ethos. Oft in eine anthropologische Individualethik und eine gesellschaftswissenschaftliche Sozialethik unterteilt.
4. Praktische Theologie: Die wissenschaftliche Reflexion auf die Praxis des Glaubens und der Glaubensverkündigung u. a. mit Methoden empirischer Sozialwissenschaften und der Psychologie. Oft in Praktische oder Pastorale Theologie und Religionspädagogik unterteilt, teils nebst Religionspsychologie. Bei mehr praktischer Ausrichtung kann auch die Liturgiewissenschaft hier verortet sein (alternativ in der systematischen Theologie oder bei historischen Fächern).

## Kritik
Kritiker betrachten die Theologie als Pseudowissenschaft bzw. sehen sie als unwissenschaftlich an.